# Krulhaarvogelspin

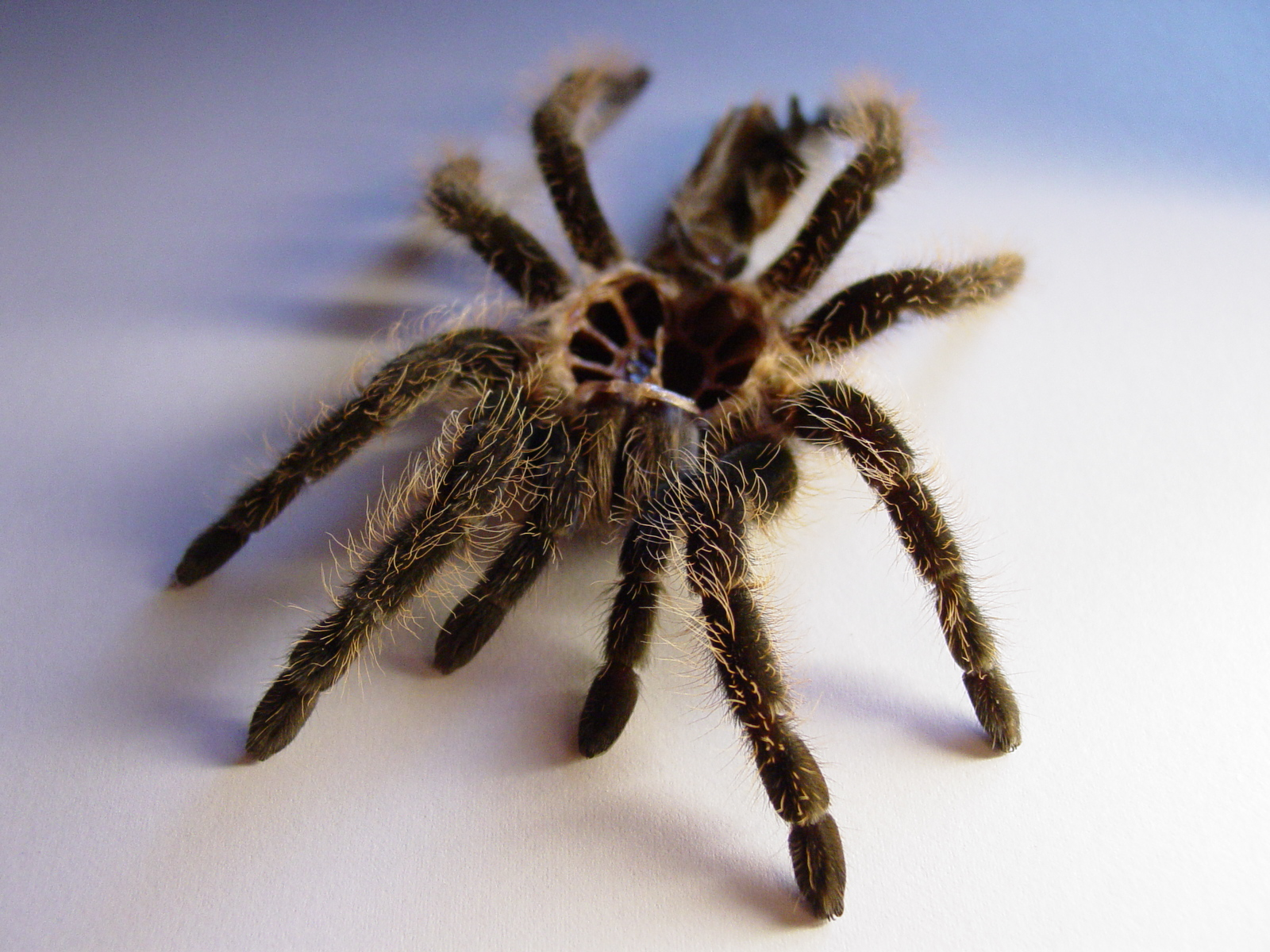
Afgeworpen huid na de vervelling van een vrouwelijke krulhaarvogelspin

De krulhaarvogelspin (Tliltocatl albopilosum) is een spin uit de familie van de vogelspinnen (Theraphosidae).

## Naamgeving
De wetenschappelijke naam van de soort werd in 1980 als Brachypelma albopilosum gepubliceerd door Carlos Enrique Valerio Gutierrez. In 2019 werd de soort door Jorge Mendoza en Oscar Francke in het geslacht Tliltocatl geplaatst. De huidige naam is daardoor Tliltocatl albopilosum.

## Uiterlijke kenmerken
De krulhaarvogelspin komt oorspronkelijk voor in Centraal-Amerika van Honduras tot Costa Rica, waar het dier leeft in tropische regenwouden bij hoge bomen en in de buurt van water. In België en Nederland wordt dit dier veel gehouden als huisdier. Haar naam dankt de krulhaarvogelspin aan haar uiterlijk: ze heeft over haar hele lichaam, inclusief de poten, zwarte haren. Verder heeft ze goud- tot bronskleurige haartjes, die boven de zwarte haren uitsteken. Op haar poten groeien deze gekleurde haartjes dichter op elkaar. Bij mannetjes zijn deze haartjes vaak lichter van kleur dan bij de vrouwtjes. Een krulhaarvogelspin kan ongeveer 7 tot 8 centimeter (lichaamslengte) lang worden. De spanwijdte van de poten kan tot 16 centimeter bedragen. De maximumleeftijd van krulhaarvogelspinnen is verschillend, zo kan een mannetje ongeveer 5 jaar oud worden, maar het vrouwtje kan wel 25 jaar oud worden. De krulhaarvogelspin is een koudbloedig dier.

## Voedsel
De krulhaarvogelspin is een nachtdier en gaat 's nachts op zoek naar prooi. Aan het uiteinde van elke poot bevinden zich zintuigen die gevoelig zijn voor geur, smaak en trillingen. Daarmee vindt de spin haar prooi. Wanneer ze die gevangen heeft, pakt ze deze vast met haar pedipalpen (een soort voorpoten met een tastfunctie) en spuit ze gif in haar prooi. Dit gif, een eiwitoplossend enzym, verlamt de prooi niet alleen, maar brengt ook de vertering daarvan op gang: het zorgt ervoor dat de prooi van binnen vloeibaar wordt, zodat de spin deze leeg kan zuigen. Wat daarna overblijft is een soort van holle huid. Het voedsel van de krulhaarvogelspin bestaat uit voornamelijk insecten en soms kleine gewervelde dieren, bijvoorbeeld kleine vogels. en ze eten muizen

## Voortplanting
Het paren van krulhaarvogelspinnen mislukt vaak, doordat het vrouwtje groter is dan het mannetje. Bovendien kan zij zeer agressief zijn wanneer ze geen zin heeft om te paren. Dit kan er zelfs toe leiden dat het vrouwtje het mannetje doodt en opeet. Wil ze wel paren, dan laat ze het mannetje daartoe in haar hol. Zo’n hol zit in de grond tussen wortels van bomen. Na 8 weken legt het vrouwtje een eipakket, waarin tussen 500 tot 1000 eieren zitten. Deze worden bij een temperatuur van 24 tot 27 °C uitgebroed. De eieren komen na ongeveer 7 weken uit. De eerst nog kleurloze jongen blijven enige tijd dicht bij elkaar, maar de ontwikkeling verloopt snel: al na vier dagen ruien ze, waarna ze uit elkaar gaan en zelfstandig eten gaan zoeken. De mannetjes zijn na 18 maanden geslachtsrijp, maar vrouwtjes pas na ongeveer 3 jaar.

## Gedrag
Krulhaarvogelspinnen leven solitair, behalve tijdens de paartijd en wanneer de jongen pas geboren zijn. Het zijn normaal gesproken niet-agressieve dieren (met uitzondering van vrouwtjes die niet willen paren). Wanneer een krulhaarvogelspin bedreigd wordt, vuurt ze brandhaartjes af als waarschuwing. Dit heet bombarderen. Raken deze de huid of slijmvliezen, dan veroorzaken ze een branderig gevoel, zoals de haartjes van een brandnetel. De krulhaarvogelspin is territoriaal ingesteld: het gebied waarin ze leven wordt afgebakend met een web op de grond. Dit kan een straal van ongeveer 1 meter hebben.

## Vijanden en bedreigingen
Doordat de krulhaarvogelspin een geliefd dier is bij terrariumhouders, wordt het dier met uitsterven bedreigd en komt in het wild nog maar weinig voor. Daarom staat de soort op de CITES B-lijst en mag het dier alleen verhandeld worden door houders van een geldige vergunning.
Over de natuurlijke vijanden van de krulhaarvogelspin is weinig bekend. Waarschijnlijk eten sommige apen weleens een exemplaar. Dit kan vanwege de giftige haren echter gevaarlijk zijn: wanneer een aap niet immuun voor het gif van de krulhaarvogelspin is, kan hij erin stikken. Verder kunnen ook parasieten voor deze spinnensoort schadelijk zijn.